# Cerithiopsis pulchresculpta
Cerithiopsis pulchresculpta is een slakkensoort uit de familie van de Cerithiopsidae. De wetenschappelijke naam van de soort is voor het eerst geldig gepubliceerd in 2004 door Cachia, Mifsud & Sammut.